# William Chester Minor
William Chester Minor (Sri Lanka, 22 giugno 1834 – Hartford, 26 marzo 1920) è stato un medico e letterato statunitense.

## Biografia
Nacque nel giugno 1834 nell'isola di Ceylon, in Sri Lanka, in una famiglia numerosa; i suoi genitori erano missionari cristiani americani congregazionalisti, originari del New England.
Partecipò, in qualità di medico,  alla guerra di secessione americana, ma perse il senno in seguito ai traumi vissuti in quell'evento. 
A momenti di sfrenata incoscienza si alternavano periodi di lucidità, e fu comunque rinchiuso in manicomio in seguito ad un omicidio frutto della sua pazzia.
Nei momenti di lucidità ebbe l'opportunità di leggere e raccogliere citazioni utili alla creazione dell'Oxford English Dictionary.
In seguito a questa occasione ebbe modo di conoscere sir James Murray, destinato a diventare un suo caro amico e grazie al quale venne reinserito nella società.
Le condizioni di Minor deteriorarono e nel 1902, a causa del delirio di essere stato rapito di notte dalle sue stanze e trasportato in luoghi lontani come Istanbul, e costretto a commettere aggressioni sessuali su bambini, si tagliò parte del proprio pene adoperando un coltello che usava nel suo lavoro al dizionario. La sua salute peggiorava e solo dopo che Murray fece una campagna di sensibilizzazione per suo conto venne rilasciato dal Segretario dell’Interno, Winston Churchill. Venne espulso negli Stati Uniti, dove venne ospitato dal St. Elizabeths Hospital dove gli venne diagnosticata la schizofrenia. 
Morì nel 1920 a Hartford nel Connecticut, dove era stato trasferito l’anno prima in un ospizio per problemi mentali.

## Nella cultura di massa
- Nel saggio L'assassino più colto del mondo (1998), Simon Winchester narra la storia di James Murray, primo direttore editoriale dell'Oxford English Dictionary, e della sua collaborazione con William Chester Minor.
- Il film Il professore e il pazzo (2019), diretto da P. B. Shemran, è l'adattamento cinematografico del saggio L'assassino più colto del mondo. Minor è interpretato da Sean Penn.